# Нусацум (гора)
Гора Нусацум ( або Нуск'лст, висота 2575 м)  — гора в Тихоокеанському хребті Береговому хребті Британської Колумбії, Канада, розташована біля річки Нусацум і на південь від і між громадами Фірвале та Хагенсборг. Вершину видно з шосе 20. Гора є еквівалентом гори Арарат у традиціях Нуксалк, як місце, де вцілілі знайшли притулок від Великого потопу. Топонім рельєфу був офіційно прийнятий 13 березня 1947 року Радою з географічних назв Канади .  Інші варіанти написання Nusatsum, які можна побачити на старих картах, включають "Nootsatsum", "Noosatum" і "Nutsatsum". 

## Клімат
Згідно з кліматичною класифікацією Кеппена, гора Нусацум розташована в морській кліматичній зоні західного узбережжя західної Північної Америки. Більшість погодних фронтів виникають у Тихому океані та рухаються на схід до Берегових гір, де вони піднімаються вгору хребтом ( орографічний підйом ), змушуючи їх втрачати вологу у вигляді дощу чи снігопаду. У результаті в Берегових горах випадає багато опадів, особливо взимку у вигляді снігопадів. Взимку температура може опускатися нижче -20 °C з факторами охолодження вітром нижче −30 °C. Цей клімат підтримує невеликі льодовики на схилах гір.

## Галерея

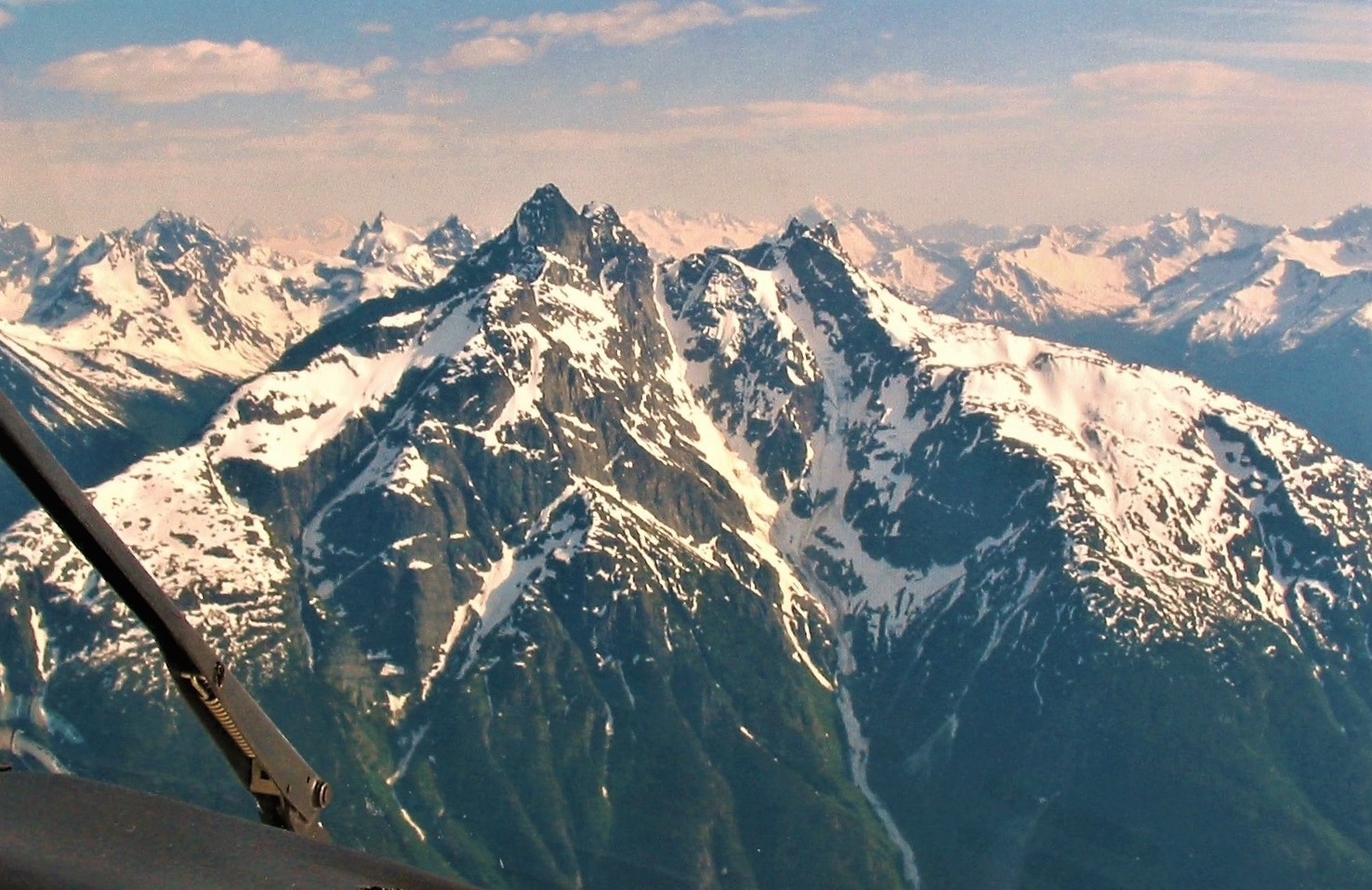
Вид півночі на гору Нусацум,  на підході до аеродрому Белла Кула
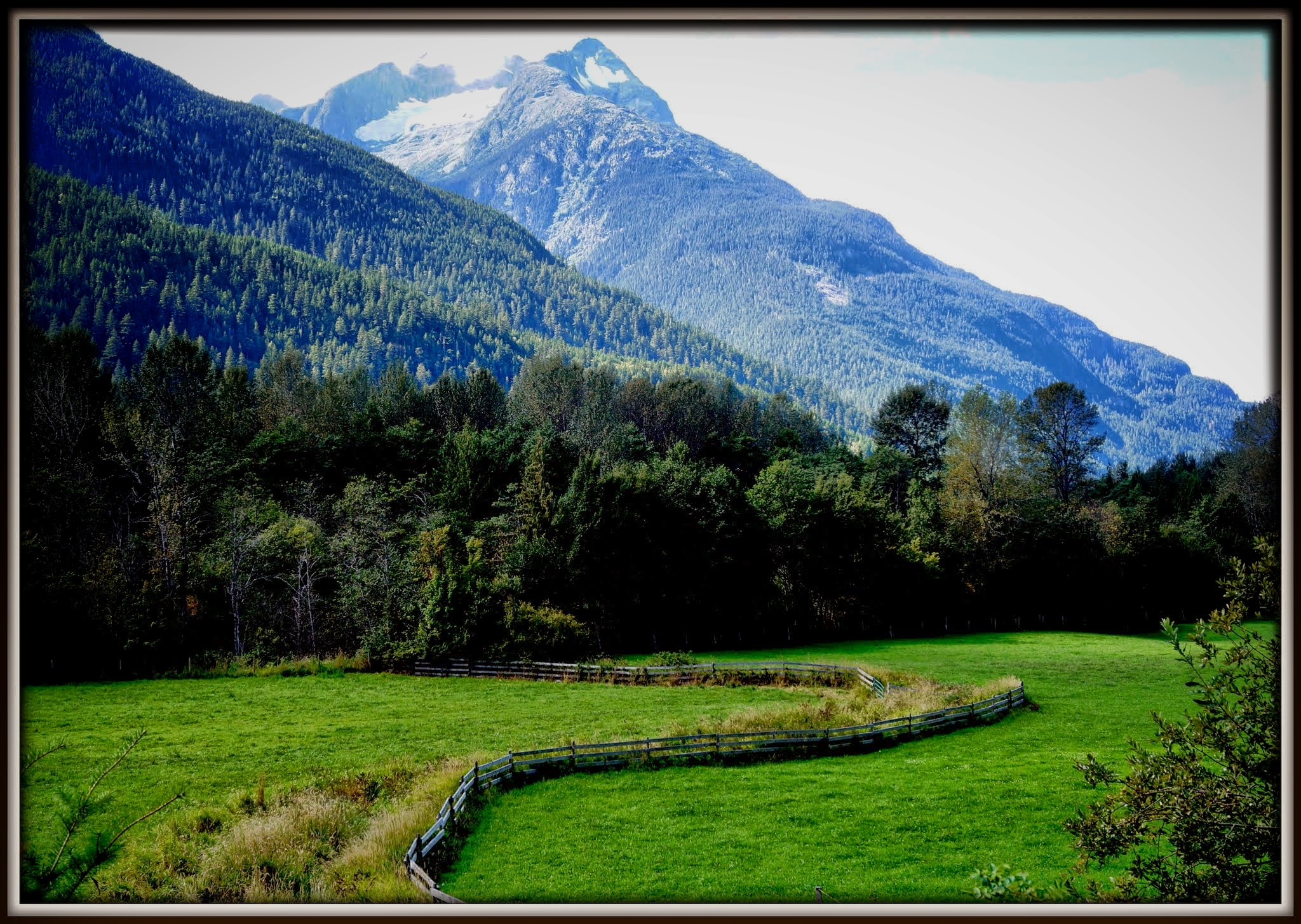
Східний краевид, з долини Белла Кула
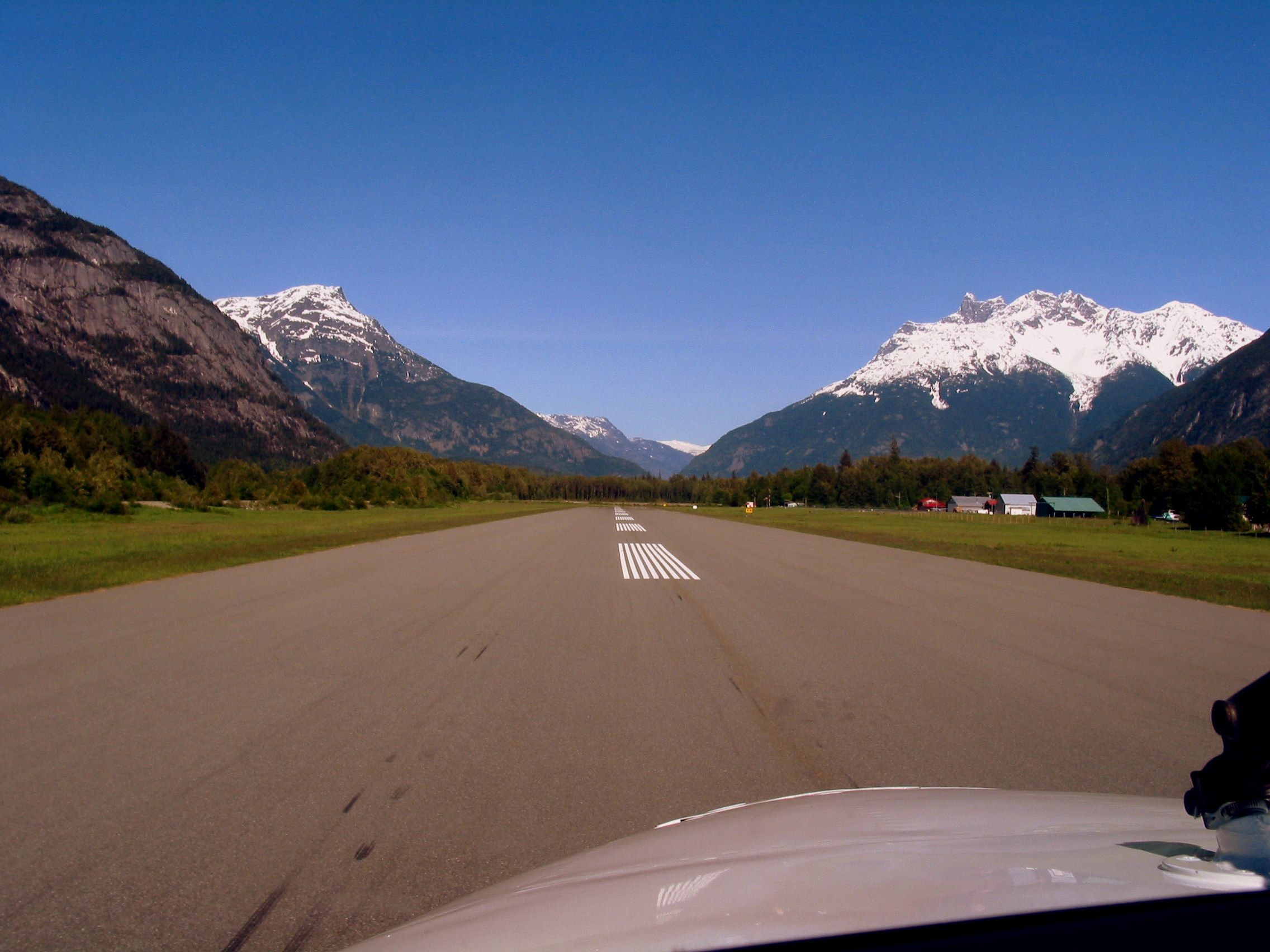
Гора Нусацум (справа), на захід від аеродрому Белла Кула
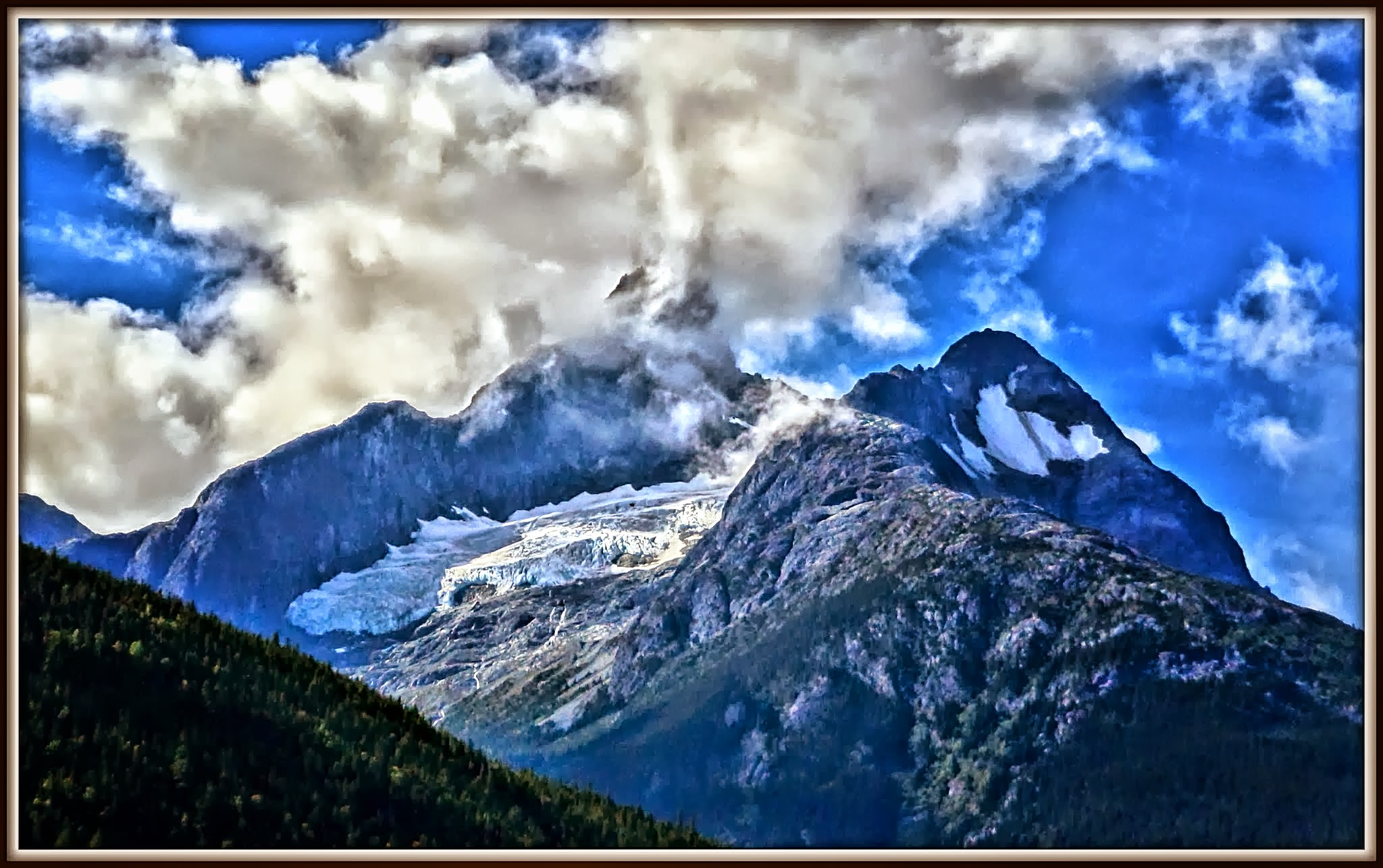
Гора Нусацум

## Дивіться також
- Geography of British Columbia
- List of place names in Canada of aboriginal origin